# Bézu-la-Forêt
Bézu-la-Forêt ist eine französische Gemeinde mit 289 Einwohnern (Stand 1. Januar 2022) im Département Eure in der Region Normandie. Sie gehört zum Arrondissement Les Andelys und zum Kanton Romilly-sur-Andelle.

## Geschichte
Bézu-la-Forêt ist die karolingische Pfalz „Basiu“. Karl der Kahle hielt sich hier mehrfach auf, König Karlmann starb am 6. Dezember 884 im Wald von Basiu bei der Wildschweinjagd.
Zu Beginn des 14. Jahrhunderts entstand in Bézu die königliche Manufaktur für Flachglas.
Mitte Juni 1940, gegen Ende des Westfeldzugs der deutschen Wehrmacht, kurzzeitig Stützpunkt von Bf 109E-Jägern von Stab und II. Gruppe des Jagdgeschwaders 26.

## Bevölkerungsentwicklung
- 1962: 210
- 1968: 234
- 1975: 182
- 1982: 167
- 1990: 144
- 1999: 188
- 2016: 307

## Sehenswürdigkeiten

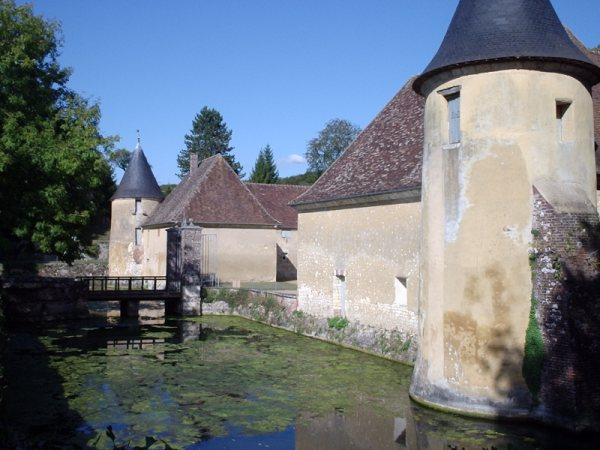
Château de Bézu-la-Forêt

- Château de la Fontaine du Houx (Monument historique)
- Kirche Saint-Martin (Monument historique) mit einem Verkündigungsfenster aus dem Jahr 1537

## Wirtschaft
Auf dem Gemeindegebiet gelten geschützte geographische Angaben (IGP) für Schweinefleisch (Porc de Normandie), Geflügel (Volailles de Normandie) und Cidre (Cidre de Normandie und Cidre normand).